# 山谷利奈
山谷 利奈（やまや りな、1992年12月12日 - ）は、日本のピアニスト、ミュージシャン。愛知県春日井市生まれ。

## 人物
名古屋市立菊里高等学校音楽科を卒業後、千種文化小劇場にてリサイタルを経て音楽活動を始める。
桐朋学園大学に入学するも、自分のしたい事との相違から音楽学校メーザーハウスに入学。
ピアノだけでなく、カホンやマリンバでの舞台も多い。
またクラシックから、メタル・ロック・ラテンなど様々なジャンルができるアーティスト。

### エピソード
- 即興演奏が得意。
- 音楽家としてだけではなく、フライヤー作り、ドレスデザイン、タレント活動を行う。

## 出演

### コンクール歴
- 春日井音楽コンクール金賞
- アジア国際コンクール第1位
- 江南コンクール第2位
- イル・ド・フランス国際コンクール満場一致の優秀賞。

### 主な出演舞台
- 春日井市民会館（2014年９月13日杉谷昭子とジョイントリサイタル）
- 電気文化会館(2013年1月14日リサイタル)
- 千種文化小劇場(2011年5月6日リサイタル)
- 綱町三井倶楽部(2012年12月23日ゲストアーティスト)
- 六本木ソフトウィンド(2014年11月14日、12月6日)

## 師事歴
- 伊藤高子
- 杉谷昭子
- 藤井博子
- 干野宜大
- 松本あすか

## ユニット
- 悩殺(ノックアウト)
- 杉谷昭子×山谷利奈

## 関連のある人物
- しほり (シンガーソングライター)
- 福長雅夫（ドラマー）
- 杉谷昭子（ピアニスト）